# Reismusketen-Schützengesellschaft

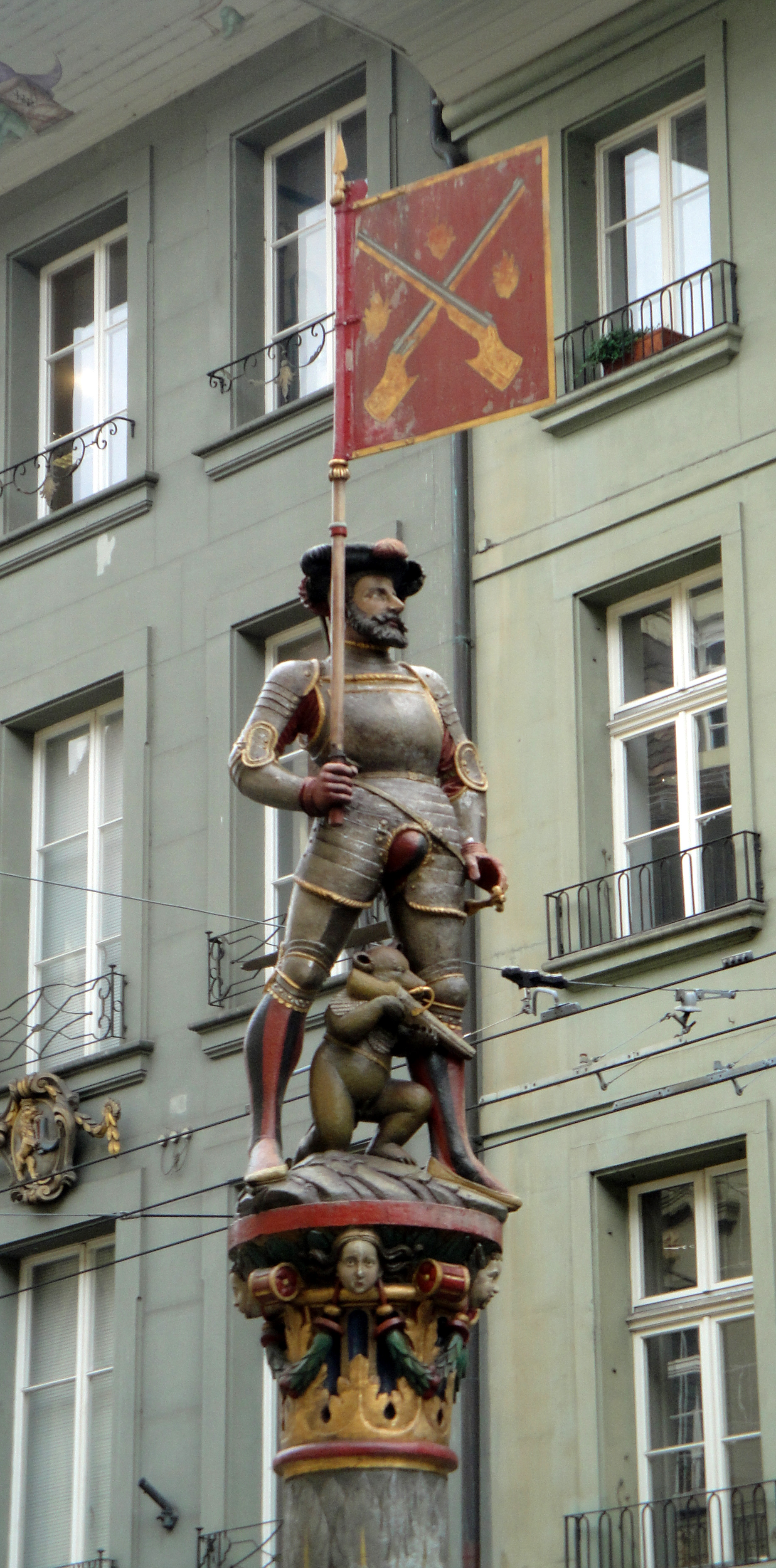
Schützenbrunnen mit dem Schützenfähnlein in Bern (2011)

Die Reismusketen-Schützengesellschaft ist eine Schützengesellschaft in der Stadt Bern, welche ihr Dasein einer 1686 erfolgten Reorganisation des städtischen Schiesswesens verdankt. Seit 1799 besteht die Reismusketen-Schützengesellschaft als private Gesellschaft, der man nur als Angehöriger der Burgergemeinde Bern beitreten kann.

## Geschichte
Die belegbaren Anfänge des Schützenwesens liegen im 11. Jahrhundert. Die erste urkundliche Erwähnung einer jährlichen Geldprämie für den Schützenkönig ist 1064 durch den Kölner Erzbischof Anno II. belegt. Die Bürger einer mittelalterlichen Stadt waren angehalten, zur Verteidigung der Stadt eine Waffe zu besitzen. Die Armbrust- und Bogenschützen wurden von den Städten speziell gefördert. In Bern werden die Armbrustschützen 1375 erstmals aktenkundig. Die Schützenstuben erhielten 1378 vom Rat einen Zuschuss an die Fahrt nach Solothurn zu einem Wettschiessen, später richtete der Rat regelmässig einen Geldbetrag und Schiessgaben aus. Seit 1420 ist zudem eine Stube (Zunft) der Büchsenschützen bekannt. Im Jahr 1477 wurden diese beiden Gruppierungen als Gesellschaft zu Schützen vereinigt. Diese Gesellschaft besass ein Schützenhaus und ein Gesellschaftshaus an der heutigen Marktgasse Nummer 28 (abgebrochen).
Mit der sich entwickelnden Waffentechnik kam im 17. Jahrhundert in Bern das leichte Luntenschlossgewehr (Handrohr) auf, welches man als Reismuskete (bedeutet kriegstaugliche Muskete) bezeichnete. Der kriegsmässige Umgang mit diesen neuen Waffen erforderte besonderen und häufigen Drill. Im Jahr 1675, als bereits Steinschlossmusketen aufgekommen waren, wurde auf Initiative des Äusseren Standes eine Reismusketen-Gesellschaft gegründet, die im Gegensatz zur bestehenden Schützenstube nicht nur nach dem Ziel schoss, sondern auch den Waffendrill übte. Im Jahr 1686 wurde diese Einrichtung – weil eingeschlafen – durch die Obrigkeit neu begründet. Auch im 18. Jahrhundert ging diese Gesellschaft nochmals mehrere Male beinahe unter.
Während der Restauration veranstaltete die Gesellschaft in Bern vermehrt sogenannte Ehr- und Freischiessen (1817, 1818, 1823). 1824 gehörten die Reismusketenschützen zu den Mitbegründern des Schweizerischen Schützenverbandes in Aarau. Die Gesellschaft wandte sich dadurch zunehmend dem liberalen Gedankengut zu. Anlässlich der Tagsatzung 1830 in Bern organisierten die Reismusketenschützen das fünfte eidgenössische, erstmals in Bern stattfindende Schützenfest. 1835 gründete die Reismusketen-Schützengesellschaft auf Anfrage der Burgdorfer Schützen den kantonalbernischen Schützenverein (heute Berner Schiesssportverband). Durch die Gründung des eidgenössischen und des kantonalen Schützenverbands wurde es ruhiger um die Gesellschaft. Die Reismusketenschützen nahmen immer weniger an Schützenfesten teil. Aufgrund der durch die Expropriierung der Schützenmatt erfolgten "Heimatlosigkeit" schossen die Reismusketenschützen von 1855 bis 1866 auf freiem Feld und benachbarten Schiessständen, woraus sich Traditionen ergaben, welche die heutige Gesellschaft prägen.
Da die Reismusketen-Schützengesellschaft ausschliesslich für Burger der Stadt Bern zugänglich ist, kann sie keine Bundesübungen gemäss der Schiessverordnung des VBS durchführen.

## Wappen
| Wappen von | Blasonierung: „Zwei gekreuzte goldene Steinschlossmusketen auf rotem Grund, begleitet von drei goldenen Flammen (1/2).“ |
| Wappen von | Wappenbegründung: Das Wappen geht zurück auf das Berner Schützenfähnlein, welches in der zweiten Hälfte des 15. Jahrhunderts laut Diebold Schilling eine goldene Muskete oder eine goldene Armbrust auf rotem Grund zeigt (nach der Fusion 1477 beides gemeinsam). Die Berner Gesellschaft zu Schützen führte dieselben Embleme auch als Wappen, wie eine zeitgenössische Ofenkachel dokumentiert. Darstellungen des 16. Jahrhunderts zeigen auf einmal nur noch eine liegende Muskete auf dem Fähnlein. Die Reismusketen führten bis Ende 18. Jahrhundert kein eigenes Wappen. 1824 sind für die Reismusketen zwei gekreuzte Gewehre auf rotem Grund als Wappen belegt. Die Farben wurden von der 1799 aufgelösten Gesellschaft zu Schützen übernommen. Im 19. Jahrhundert führten die meisten Schützengesellschaften in der Schweiz gekreuzte Gewehre, wie zeitgenössische Schussmarken von Schützenfesten zeigen. Verschiedene Darstellungen des Reismusketen-Wappens zeigen um 1850 einen geflammten roten Grund, wohl in Anlehnung auf das älteste erhaltene bernische Schützenfähnlein von 1531. Aus dem Flammengrund wurden am Anfang des 20. Jahrhunderts allmählich vier Flammen und ab ungefähr 1922 drei, was der heutigen Form entspricht. |

## Personen
- Vincenz Sinner, Oberst, Schützenhauptmann
- Christoph von Steiger (II.), Schultheiss von Bern, Schützenhauptmann 1726
- Niklaus Bernhard Morell, Artilleriehauptmann, Salzbuchhalter, Mitglied des Grossen Rats, Obmann der Gesellschaft
- Carl Ahasver von Sinner, Architekt
- Albrecht Tribolet, Medizinprofessor, Obmann der Gesellschaft 1847–1856
- Rudolf Schärer, Medizinprofessor, Obmann der Gesellschaft 1875–1887
- Hermann Lindt, Stadtpräsident von Bern, Ehrenmitglied der Gesellschaft 1928
- Rudolf von Sinner, Architekt
- Friedrich Traffelet, Maler
- Georges Thormann, Architekt, Burgerratspräsident und Ehrenmitglied der Gesellschaft 1981
- Hans Wildbolz, Korpskommandant, Burgerratspräsident und Ehrenmitglied der Gesellschaft 1986
- Georges Grosjean, Historiker, Ehrenmitglied der Gesellschaft 1993
- Kurt Hauri, Jurist, Burgergemeindepräsident, Ehrenmitglied der Gesellschaft 1999
- Franz von Graffenried, MBE (1941–2018), Fürsprecher, Burgergemeindepräsident, Ehrenmitglied der Gesellschaft 1995